# Kvittlamm
Kvittlamm är en sjö i Ludvika kommun i Dalarna och ingår i Norrströms huvudavrinningsområde.